# 窪島剣璽
窪島 剣璽（くぼしま けんじ、1974年4月14日 – ）は、日本の起業家。東京都世田谷区出身。
株式会社凌芸舎 創業者 CEO（代表取締役社長）、一般社団法人日本フレスコボール協会 代表理事、The Salons Japan株式会社 共同創業者 取締役。
父は美術評論家、作家、戦没画学生慰霊美術館 無言館の館主としても知られる窪島誠一郎、祖父は直木賞作家の水上勉。

## 来歴
1974年4月14日、東京都世田谷区生まれ。桐朋高校、成蹊大学経済学部出身。成蹊大学在学中は体育会のバレーボール部に所属し、3年生の時には主将を務める。
1998年、新卒で伊藤忠テクノサイエンス株式会社（現 伊藤忠テクノソリューションズ株式会社）に入社。
2005年には堀江貴文氏が創業した株式会社ライブドアに転職。検索エンジン事業の責任者を務め、ジェイ・リスティング株式会社の代表取締役も務める。
その後ライブドア在職中に2007年に株式会社凌芸舎を設立。
2013年 LINE Business Partner代表取締役社長時代に、LINEブラジルの立ち上げプロジェクトに参加し、その際、出張先のブラジル リオデジャネイロのコパカバーナビーチにて、フレスコボールと出会う。
その場でフレスコボールをGoogle日本語版で検索するが、検索結果にフレスコボールがヒットしなかったので、日本は無いスポーツであると確信し、日本への輸入を決意。帰国時のスーツケースが満タンになるほどフレスコボールのラケット、ボールなどを買い込み帰国。すぐに一般社団法人日本フレスコボール協会（略称 JFBA）を設立。翌2014年にはLINE社を退社し、フレスコボールの普及活動に専念した。
2014年には、メキシコのプラヤデルカルメンで開催されたフレスコボールワールドカップに、日本代表選手団を引率し参加した。
2015年イオングループのイオンドットコム社（旧イオンリンク社）の取締役CSO就任。
2018年、友人で美容室経営者の清水秀仁と、米ロサンゼルスの美容モール SOLA SALONSを視察、帰国後、国内初の美容モール事業を手掛けるThe Salons Japan株式会社を共同創業。

## 人物
ウーロンハイが好きで、日本ウーロンハイ協会のエバンジェリストを務めている。